# Michael Roll
Michael Brandon Roll (Aliso Viejo, California, 12 de abril de 1987) es un jugador de baloncesto estadounidense. Con 1.97 de estatura, su puesto natural en la cancha es el de escolta.

## Trayectoria deportiva

### Universidad
Jugó durante cinco temporadas con los Bruins de la Universidad de California en Los Ángeles, en las que promedió 6,9 puntos, 1,6 rebotes por partido y un 41 % de acierto en triples.

### Profesional
No es elegido en Draft de la NBA de 2010 por ningún equipo, y ficha por el Bornova Belediyesi, jugando una temporada en Turquía antes de probar en el baloncesto belga, jugando en el Port of Antwerp Giants. Para la temporada 2012-13 ficha por una liga de superior categoría como es la Liga ACB de España, jugando 2 temporadas en el Basket Zaragoza 2002 en las que promedia 11  puntos y 3 rebotes. En agosto de 2014 ficha por el Türk Telekom.
Roll tuvo un promedio en el Turk Telekom de 9.4 puntos y 2.8 rebotes. Un año antes, en el CAI Zaragoza, aportó 10.0 puntos y 3.0 rebotes en la liga Endesa, y 9.8 puntos y 2.9 rebotes en la Eurocup.
En 2015 el Tuyap Buyukcekmece ha anunciado el fichaje del exjugador del CAI Zaragoza, por una temporada.
Tras una temporada en Turquía ficha por el Saski Baskonia para suplir la baja de Fabien Causeur durante los playoffs. Firma un contrato hasta el final de la temporada 2016-2017. Aun así, el club decide cortarle tras la eliminación en las semifinales de la Liga Endesa.
En julio de 2016, vuelve a Turquía para jugar en las filas del Beşiktaş.
El 3 de julio de 2017 el Maccabi confirma su fichaje por una temporada más otra opcional.
El 1 de octubre de 2021, firma por el Pınar Karşıyaka de la BSL turca.

## Selección nacional
Roll llegó a un acuerdo con la FTB en 2015 para representar a Túnez internacionalmente. De ese modo actuó como armador del equipo magrebí en el AfroBasket 2015. Sin embargo en 2017, luego de fichar con el equipo israelí Maccabi FOX Tel Aviv, Stoll fue desafectado de futuras convocatorias para el equipo nacional tunecino por motivos políticos, situación que se revirtió en 2019 cuando abandonó Israel y fue llamado para jugar en la Copa Mundial de Baloncesto de ese año. 
Roll también integró el plantel tunecino que se consagró campeón del AfroBasket 2021.